# Phedimus selskanianus
Phedimus selskanianus är en fetbladsväxtart som först beskrevs av Eduard August von Regel och Maack, och fick sitt nu gällande namn av H. 't Hart. Phedimus selskanianus ingår i släktet fetblad, och familjen fetbladsväxter. Inga underarter finns listade i Catalogue of Life.